# Eschweiler Geschichtsverein

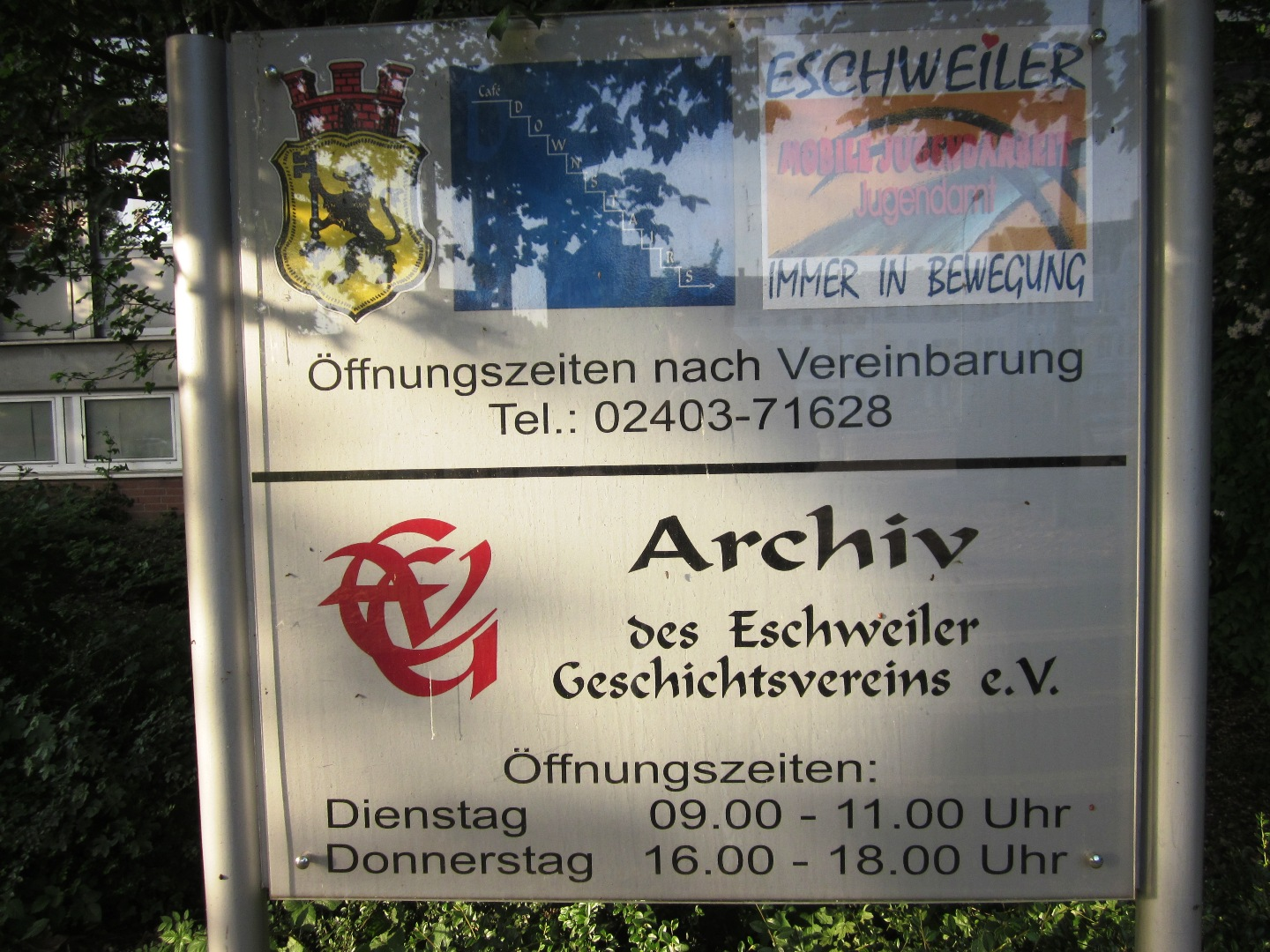
Archiv des EGV

Der Eschweiler Geschichtsverein e. V. (EGV) wurde 1974 in Eschweiler gegründet und ist der Nachfolger des Geschichtsvereins für Eschweiler und Umgebung, der von 1920 bis zum Zweiten Weltkrieg bestand. Im Jahre 1928 wurde im Bergvogteihaus das Eschweiler Heimatmuseum eröffnet, dessen wertvolle Exponate und Ausstellungsräume in den Kriegswirren und der Besetzung durch amerikanische Truppen im Herbst 1944 untergingen. Die meisten Ausstellungsstücke wurden geplündert oder zerstört.

## Neugründung
Am 14. März 1974 trafen sich zur „Ersten Besprechung betr. Gründung eines Eschweiler Geschichtsvereins“ 31 interessierte Bürger im Städtischen Gymnasium, welche aus ihren Reihen ein Vierergremium wählten, welches die Gründung vorbereiten sollte: Bernhard Sperlich, Ferdinand Bongart, Hanns Ortmanns und Simon Küpper. Die Gründungsversammlung fand am 29. April im Hotel St. Peter in der Schnellengasse in der Eschweiler Altstadt statt, wobei sich 63 Personen in die Gründerliste eintrugen. Erster Vorsitzender wurde Stadtdirektor i. R. Bernhard Sperlich. Der aktuelle Vorsitzende ist seit vielen Jahren Simon Küpper.
Seit 1976 erscheint das sechsmal jährlich herausgegebene Mitteilungsblatt. Durch stetigen Zuwachs ist der EGV heute der mitgliederstärkste Verein Eschweilers. Bei der Gründung 1974 waren es 63 Mitglieder, 1975 bereits 155, 1976 dann 179 und 1977 dann 206. Im Jubiläumsjahr 1999 zählte man 906, und zurzeit (2022) sind es über 1000.
Mittlerweile neun Arbeitskreise fokussieren die Vereinsarbeit. Sie widmen sich unter anderem den Themenbereichen Archäologie, Familienforschung, Geschichtsquellen und Veröffentlichungen, Geschichte der Industrie- und Gewerbegebiete, Mundartpflege sowie den Stadtteilforschungen von Bergrath, Pumpe-Stich, Röhe und Weisweiler sowie seit neuestem dem Stadtteil Dürwiß. Das umfangreiche Archiv ist seit September 2006 im Eschweiler Rathaus am Johannes-Rau-Platz untergebracht.
Im Jahr 2022 wurden die mehr als 200.000 Geburts-, Heirats- und Sterbeurkunden aus mehr als 200 Jahren digitalisiert und in einer Datenbank hinterlegt und in einem digitalen Findbuch gelistet.
In Zusammenarbeit mit der Stadtverwaltung wurde 2024 seitens des Eschweiler Geschichtsvereins das Haus der Geschichte als außerschulischen Lernort in dem denkmalgeschützten Kirschenhof, einer alten gräflichen Villa aus dem 17. Jahrhundert, eingerichtet, die sich in städtischem Besitz befindet und kernsaniert wurde.

## Veröffentlichungen (Auswahl)
- Schriftenreihe des Eschweiler Geschichtsvereins (31 Bände bis Anfang 2019), Verlag Eschweiler Geschichtsverein,
  - Der erste Band der „Schriftenreihe des Eschweiler Geschichtsvereins“ erschien 1978 mit einer Auflage von 1.500 Stück. Der aktuelle Band ist Nummer 28 aus dem Jahre 2012. Insgesamt umfassen alle Bände 2801 Seiten. Drei Bände sind ausschließlich der Mundart Eischwiele Platt gewidmet: Band 8 mit Gedichten von Matthias Römer, Band 10 mit Gedichten von Heinz Gierden und Band 18 mit Gedichten, Berichten und Mundartschimpfwörtern verschiedener Autoren. Band 14 enthält die von Adam Elsen zusammengetragene „Geschichte der Stadt Eschweiler in Daten“ von 1800 bis 1993, und Band 15 beinhaltet Berichte Eschweiler Bürger über Erlebnisse während der Evakuierungszeit Herbst 1944 bis 1945 unter dem Titel „Vor 50 Jahren mussten sie die Heimat verlassen“.[4]
- Wilhelm Bender: Eschweiler während der Besatzungszeit 1918 bis 1929, Verlag Eschweiler Geschichtsverein, 1991
- „Bei os doheem“, Verlag Eschweiler Geschichtsverein, 1992
- Heinz Viehöver: Wesentliche Einflüsse auf die politische Meinungsbildung der Bevölkerung 1933–1939, Verlag Eschweiler Geschichtsverein, 2002, ISBN 3-9803354-3-7
- Leo Braun: Eschweiler Mundartwörterbuch – Wie me bei os sprich, Verlag Eschweiler Geschichtsverein, 2003 ISBN 3-9803354-5-3
- Vom Rheinland ins Heilige Land – Erinnerungen von Julius Kaufmann-Kadmon aus Eschweiler 1887–1955, Verlag Eschweiler Geschichtsverein, 2004
  - Es berichtet vom Leben des 1887 in Eschweiler geborenen Julius Kaufmann aus der jüdischen Familie Kaufmann, die ihre Wurzeln in Langerwehe und Weisweiler hat, 1880 nach Eschweiler zog und das Herrenbekleidungsgeschäft Gebrüder Kaufmann führte. Julius Kaufmann engagierte sich in der zionistischen Bewegung und gab die jüdische Zeitschrift Die Freistatt heraus. Als Freiwilliger nahm er am Ersten Weltkrieg teil. 1934 wanderte die Familie Kaufmann in das damalige britische Mandatsgebiet Palästina, das heutige Israel, aus, wo Julius den Namen Kadmon annahm. Dieses Buch ist sowohl ein bedeutendes Zeugnis der deutsch-jüdischen Zeitgeschichte als auch eine wichtige Quelle zur Lokalgeschichte Eschweilers.
- Leo Braun: Straßennamen in Eschweiler, Verlag Eschweiler Geschichtsverein, 2005 ISBN 3-9803354-7-X
- Edmund Schain: Ein Ort verändert sich: Von der Jülich'schen Unterherrschaft zur Industriegemeinde, Verlag Eschweiler Geschichtsverein, 2013, ISBN 978-3-9816072-0-8